# English Electric Lightning
English Electric Lightning (později BAC Lightning) byl nadzvukový stíhací letoun z období studené války. Byl navržen, vyvinut a vyráběn společností English Electric, která byla později pohlcena nově vytvořenou British Aircraft Corporation, čímž později nesl označení BAC Lightning. Nejčastější s ním spojované charakteristiky jsou vysoká rychlost a vnější plochy ponechané v přirozené barvě kovu. Byl to jediný dvoumachový stíhač, který kompletně vznikl jen v Británii.
Unikátním konstrukčním prvkem Lightningu je vertikální konfigurace jeho dvou motorů Rolls-Royce Avon uložených v trupu. Zpočátku byl navržen a vyvíjen jako stíhač určený k obraně letišť pro bombardéry třídy V před útoky očekávaných nadzvukových sovětských bombardérů, které byly později zařazeny do služby jako Tupolev Tu-22, ale také i před jinými bombardéry jako Tupolev Tu-16 a Tupolev Tu-95. Lightning měl výjimečnou stoupavost, dostup a rychlost; Piloti létání popisovali jako „osedlání rakety“.
Lightning dosáhl několika světových rychlostních rekordů a byl prvním letadlem schopným letu nadzvukovou rychlostí bez použití přídavného spalování (tzv. supercruise). Ačkoli na počátku měl být pouze výzkumný letoun pro rychlosti řádu M = 1,5, hned první prototyp vykazoval takové výkony, letové vlastnosti i perspektivu dalšího vývoje, že britské Ministerstvo letectví (Air Ministry) neváhalo a podpořilo jeho další úpravy do podoby operačního bojového letounu.

## Vývoj

První a druhý prototyp Lightningu

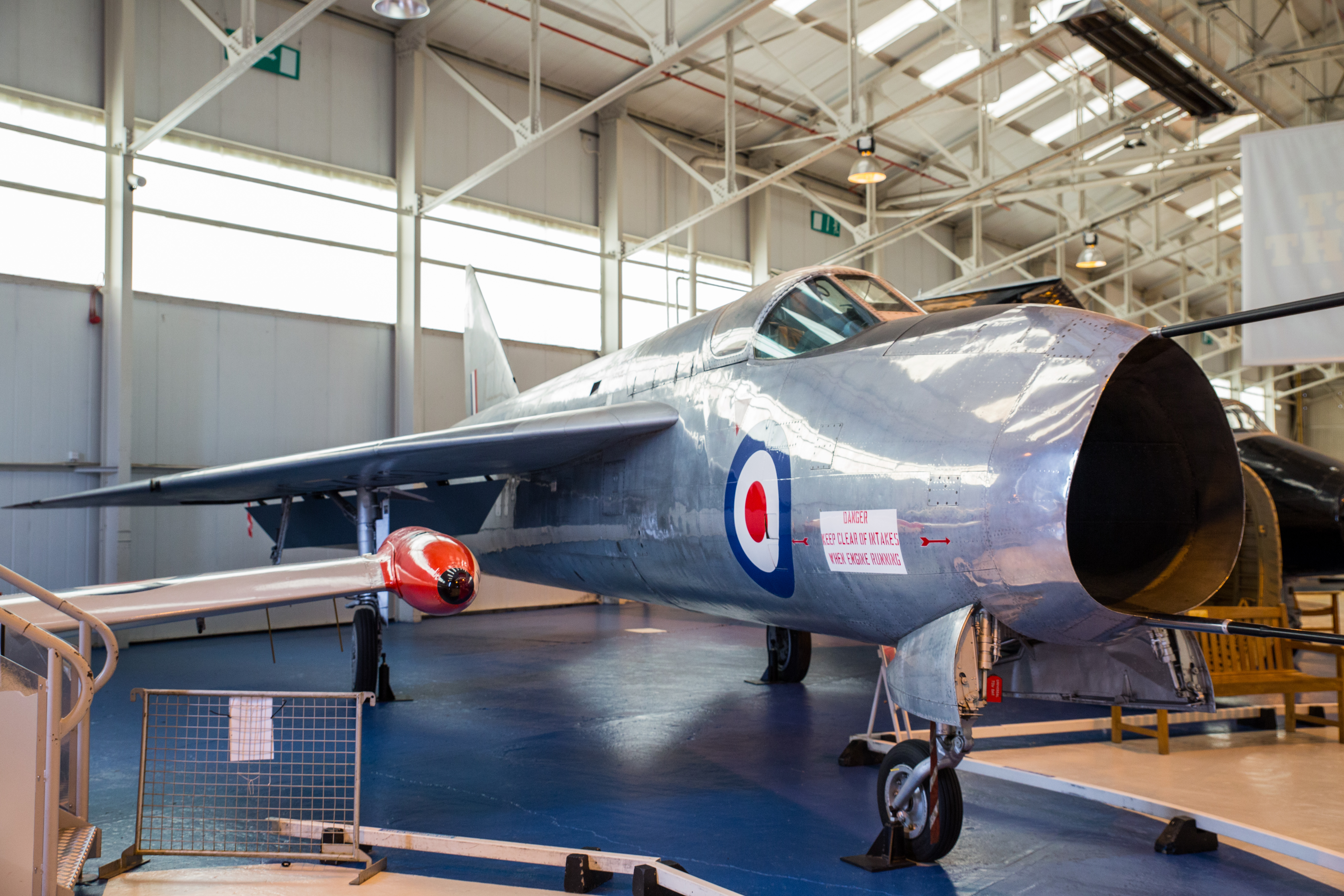
Lightning P1A

Prototyp, známý jako English Electric P.1, byl zkonstruován na základě specifikací F23/49. První vzlet se uskutečnil na základně Boscombe Down 4. srpna 1954. Uvedená specifikace byla vypsána po zrušení specifikace z roku 1942 na konstrukci nadzvukového výzkumného letounu, která posléze vyústila do typu Miles M.52. Na Lightningu se objevilo mnoho prvků původně zamýšlených pro M.52, jako například kužel ve vstupním kanálu vzduchu k motorům, generující rázovou vlnu, nebo plovoucí vodorovná ocasní plocha. Dle pozdějších zkušeností právě tyto atributy přinesly úspěchy prvním nadzvukovým letounům.
Hlavním konstruktérem P.1 byl W. E. W. Petter, v té době šéfkonstruktér firmy Westland Aircraft. Jeho návrh letounu byl ve své době až kontroverzní, proto došlo ke konstrukci výzkumného letounu Short SB5, aby mohly být ověřeny vlastnosti křídla o velkém šípu v kombinaci s plovoucí vodorovnou ocasní plochou. Letové zkoušky prokázaly správnost návrhu.
Lightning byl navržen jako stroj pro stíhací ochranu bodových cílů, nosič řízených střel, jehož hlavním úkolem se měla stát obrana Británie před bombardovacími útoky. Kvůli maximálnímu snížení průřezu trupu bylo množství neseného paliva velmi omezené, což podstatně snižovalo akční rádius. Výzbroj letounu tvořila dvojice kanónů ADEN ráže 30 mm a dvě střely vzduch-vzduch, zpočátku de Havilland Firestreak a později zlepšené Hawker Siddeley Red Top.
Petter navrhl unikátní způsob, jak minimalizovat odpor dvoumotorového letounu. Lightning měl motory umístěné nad sebou tak, že spodní motor byl předsunut před horní a jejich průřezy se částečně překrývaly. Tato konstrukce současně i rozmístila hmotu motorů rovnoměrněji po délce trupu a umožnila stroj dobře vyvážit. V konečném součtu letoun získal dvojnásobek tahu, zatímco průřez trupu se zvětšil pouze o 50 %. V kuželu byl umístěn radar Ferranti AI23 AIRPASS a systémy zaměřovače.
Největší problém letounu představovala omezená zásoba paliva, protože takřka celý trup vyplňovaly motory, jejich kanály, elektronika, vedení, kabina pilota, atd. K nesení paliva byl posléze využit každý kousek volného prostoru, dokonce včetně vnitřku vztlakových klapek. Podvozek měl velmi úzké pneumatiky, což umožnilo zatahovat jej směrem ke konci křídla a tak zvětšit prostor pro nádrže mezi úchyty hlavního podvozku a trupem. Uvedené řešení současně zkomplikovalo montáž přídavných nádrží, proto jakmile vyvstala nutnost jimi letoun pro zvýšení doletu vybavit, nebylo možné podvěsit je klasicky pod křídlo, ale musely být umístěny shora. Jakmile vešlo ve známost Whitcombovo „pravidlo ploch“, na letoun byla přidána břišní nádrž, takže letoun mohl nést více paliva a současně byl aerodynamičtější při rychlostech blízkých rychlosti zvuku (transsonické obtékání).

## Služba

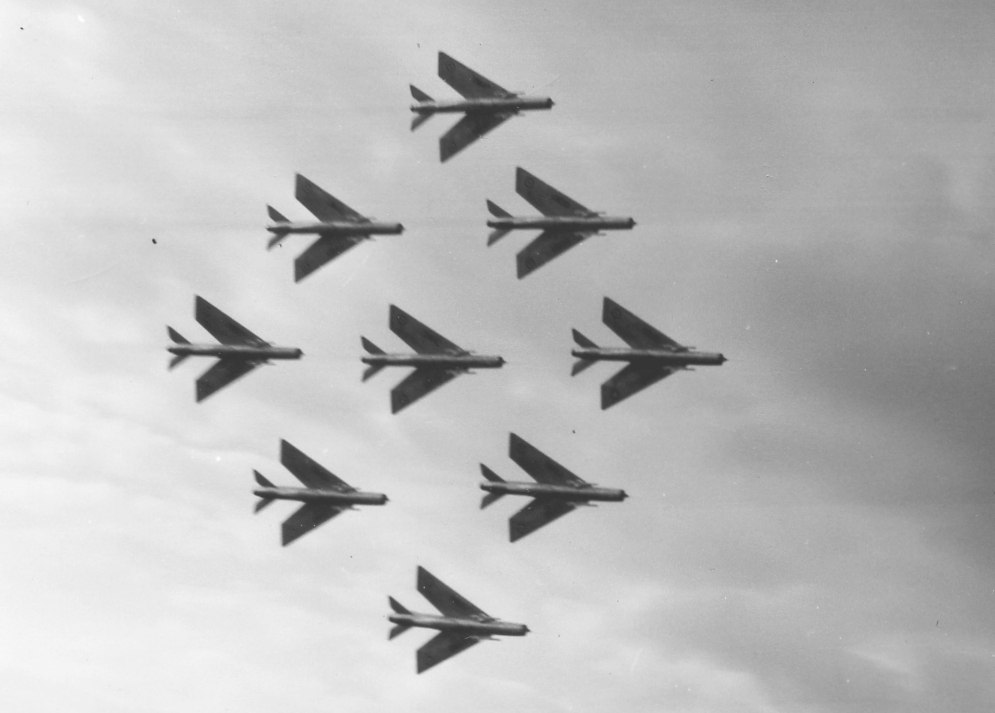
Devět Lightningů F.1 v roce 1961 na SBAC show, Farnborough

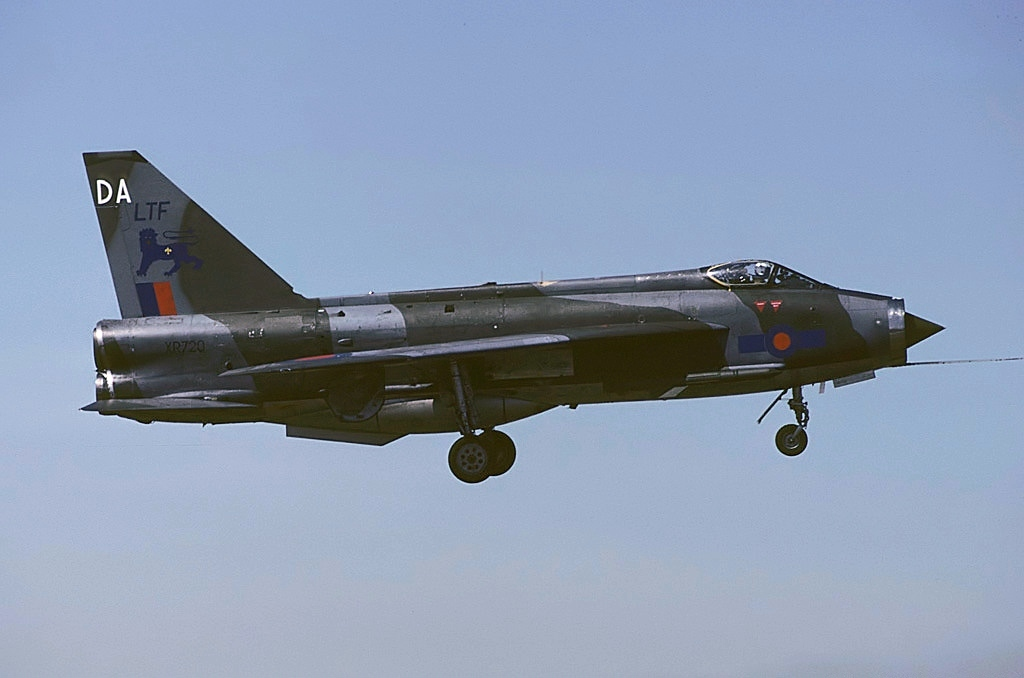
Lightning F.3 za letu v roce 1983

První operační letoun, předprodukční P.1B (XG336), dorazil na základnu RAF Coltishall v hrabství Norfolk v prosinci 1959. Od roku 1960 zahájily sériové Lightningy F.1 službu u 74. perutě. Zlepšená varianta F.2 vzlétla poprvé 11. července 1961 a službu zahájila u 19. perutě RAF na konci roku 1962. Lightning F.3 poprvé vzlétl 16. června 1962 a F.6 s prodlouženým doletem 16. června 1965. Stroje prodané do Saúdské Arábie odpovídaly verzím T.5 a F.6 RAF a tyto poslední kusy se vrátily k čistě kovovému povrchu s minimem barevných doplňků, který vykazoval vyšší životnost v suchém pouštním klimatu.
V 60. letech 20. století, s růstem strategických rizik ve světě a také s příchodem novějších typů stíhacích letounů do výzbroje států Varšavské smlouvy i NATO, se neustále více a více projevoval nedostatek Lightningu v doletu a částečně i v palebné síle. Do protivzdušné obrany Velké Británie přišly (po vyřazení z výzbroje Royal Navy) letouny McDonnell Douglas F-4 Phantom - sice pomalejší, ovšem disponující podstatně větším doletem. Další Phantomy přibyly z výzbroje útvarů RAF dislokovaných v Německu, kde je v roli strojů především určených k protizemním útokům nahrazovaly letouny SEPECAT Jaguar. Ještě o něco později se do služby u protivzdušné obrany zařadily stroje Tornado F3. Ačkoli pomalejší a hůře akcelerující než Lightning, Tornado nese mnohem větší bojový náklad a také disponuje nesrovnatelně pokročilejší avionikou. Lightningy byly ovšem jen pomalu vyřazovány ze služby mezi roky 1974 - 1988, ačkoli vyžadovaly stále více modifikací a pevnostních zkoušek z důvodu velkého počtu nalétaných hodin.
V posledních letech služby se všechny Lightningy RAF soustředily na základně Binbrook v hrabství Lincolnshire a mnoho z nich dostalo kamufláž pro snížení jejich viditelnosti při letu v malých výškách. Jejich úkolem bylo hájit obranný sektor Flamborough Head nad Severním mořem. Poslední operační Lightningy představovaly verze F.3 a F.6 (jednomístné) a T.5 (dvojmístná cvičná), všechny postavené u firmy British Aircraft Corporation. Od starších verzí je lze odlišit podle rovného zakončení svislé ocasní plochy. Během posledního roku služby piloti využívali možnosti letounu do krajnosti, aby dokonale vyčerpali technickou životnost strojů a zbývající letové hodiny.
Mnoho Lightningů je vystavováno v expozicích a sbírkách po celém světě, kde dodnes udivují návštěvníky svými čistými liniemi, evokujícími vysoké rychlosti, jichž tyto stroje během služby dosahovaly. Short SB5 a P.1.A můžete vidět v muzeu RAF v Cosfordu. Britské úřady odmítly udělit stroji licenci pro předvádění na leteckých dnech, ale dodnes můžete ve vzduchu spatřit několik málo Lightningů létajících v Jihoafrické republice. (Viz seznam provozovatelů.)

### Srovnání výkonů

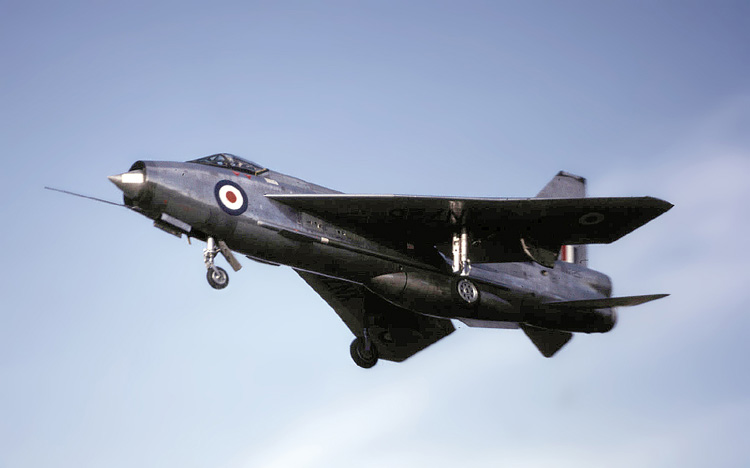
Lightning při přistání v roce 1964

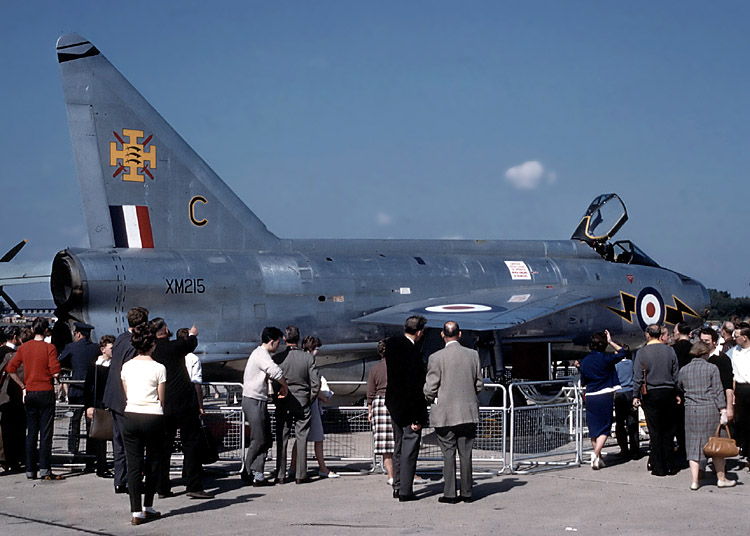
Lightning XM215 111. perutě RAF na Farnborough Airshow v Británii v roce 1964

Rychlost a stoupavost Lightningu byla neobvykle vysoká nejen podle standardů 50. a 60. let, ale i při srovnání s moderními bojovými letouny. Počáteční stoupavost verze F.6 dosahovala 250 m/s, pro srovnání, Dassault Mirage IIIE stoupal 150 m/s, MiG-21 v prvních verzích 180 m/s, Tornado F3 pak 215 m/s.
Co se týče dostupu, běžně zveřejňované dokumenty RAF lakonicky konstatovaly "více než 60 000 stop", tj. 18 000 metrů, ačkoli se všeobecně vědělo, že Lightning dokáže vystoupat do mnohem větších výšek. Skutečná hodnota vešla ve známost díky Brianu Carrollovi, předváděcímu pilotu a hlavnímu inspektorovi RAF na typu, který uvádí dosažení výšky 87 300 stop (= 26 600 m) s Lightningem F53, kdy "Zakřivení Země bylo již viditelné a obloha docela temná."
V roce 1984 během velkého cvičení NATO, Flt Lt Mike Hale dostihl americký Lockheed U-2, ve výšce, v níž se americký pilot cítil zcela bezpečný před rizikem zachycení jakýmkoli stíhačem. Záznam dokazuje, že Hale vystoupal s Lightningem F.3 až do 88 000 stop (= 26 800 m). Hale se také zúčastnil srovnávacích zkoušek v čase stoupání do určité výšky mezi Lightningem a F-104 Starfighter ze základny Aalborg. Lightning dle jeho slov snadno zvítězil ve všech parametrech s výjimkou akcelerace při nadzvukové rychlosti v malé výšce.
V přímém srovnání s F-15C "Eagle" (na němž také sám létal) Carroll uvádí, že "Zrychlení obou bylo působivé, všichni si pamatují, jak Lightning po odbrzdění vypálil kupředu. Eagle byl přinejmenším stejně dobrý a velmi záhy dosáhl rychlosti pro stoupání. Délka rozjezdu F-15 byla 600 - 900 m, podle toho, jestli pilot využil bojový nebo maximální režim přídavného spalování. Lightning se dostal rychleji do vzduchu, výšky 15 m nad zemí dosáhl na horizontální vzdálenosti 500 m."
V dubnu 1985 British Airways nabídla svůj Concorde pro zkoušky stíhacích letounů NATO včetně F-15, F-16, F-14, Mirage, F-104 - ale výhradně Lightning XR749, pilotovaný Mike Halem a svým pilotem popisovaný jako „pěkný divoch, dokonce i na Lightning“, předvedl, že může dohonit Concorde letící ve výšce 17 400 m rychlostí M=2,2.
Navzdory vynikajícím výkonům, Lightning byl překonán modernějšími stíhačkami v doletu, radarovém vybavení, avionice, množství nesené výzbroje a schopnosti vést vzdušný boj. Malý dolet Lightningu - pouhých 1 440 km - byl podstatnou nevýhodou.

## Varianty
P.1A

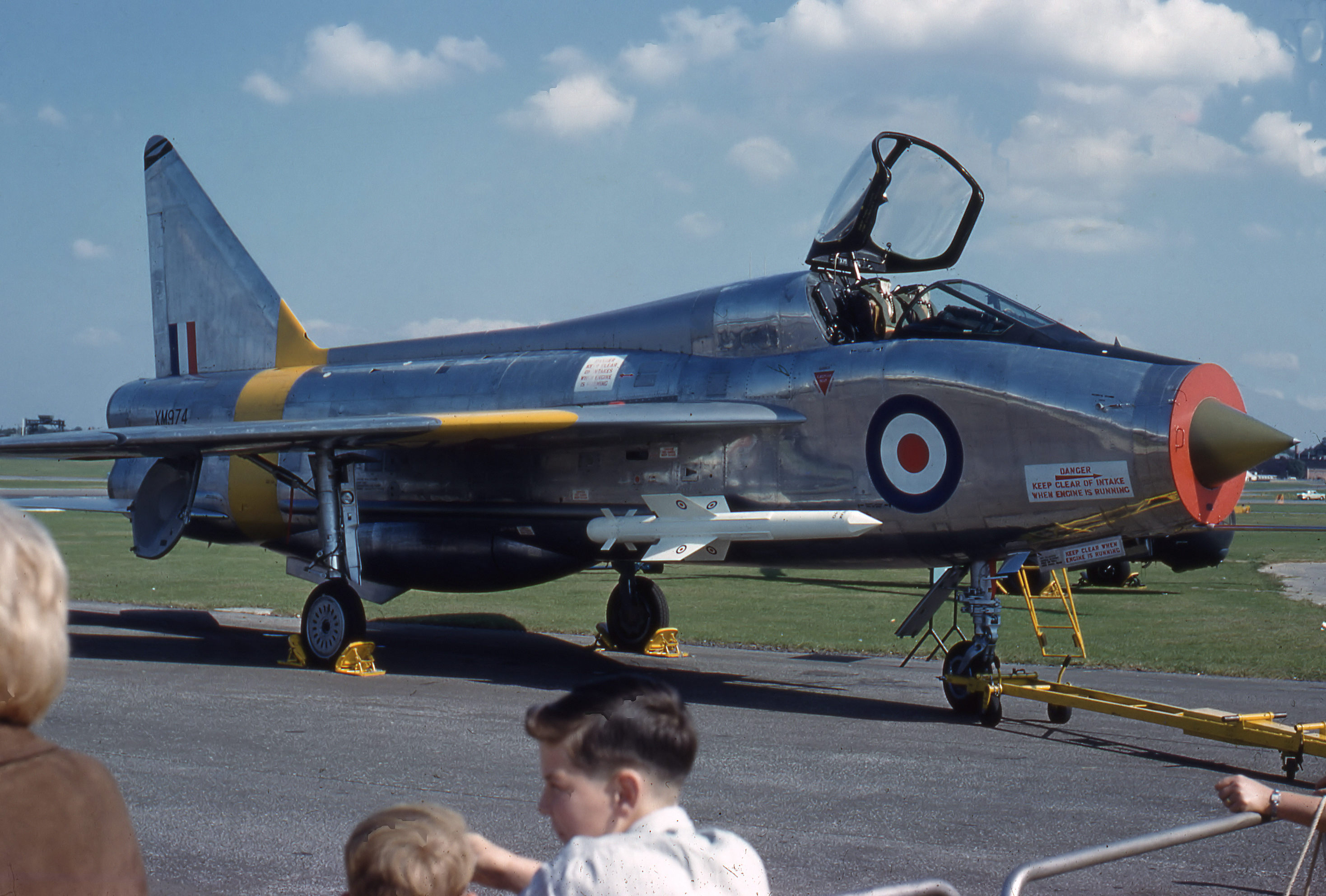
Lightning XM974 na Farnborough Airshow v Británii v roce 1964

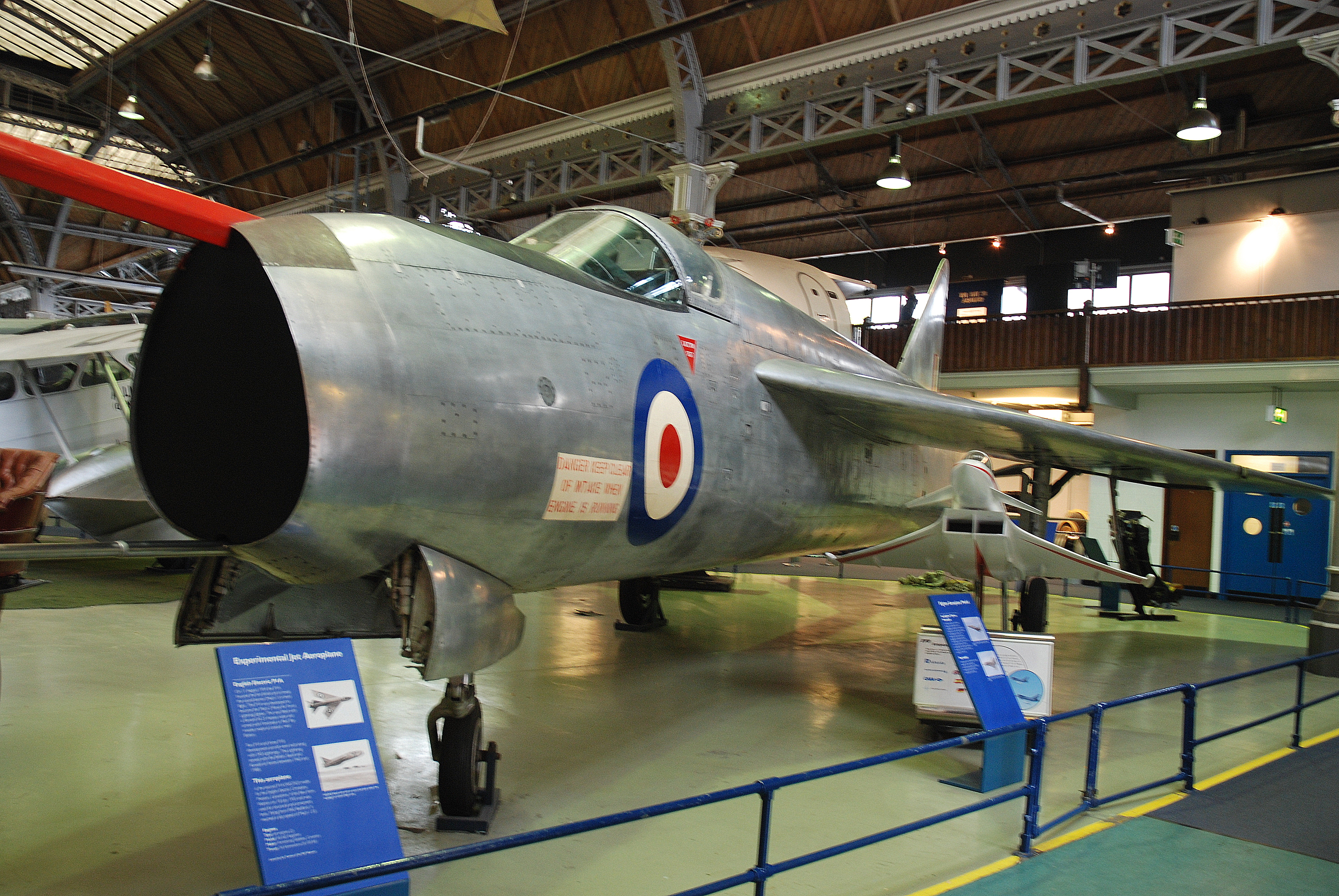
English Electric Lightning P1A v Manchesteru

- Jednomístný letoun pro výzkum nadzvukových rychlostí.
- Postaveny dva prototypy a jeden drak pro statické zkoušky.

P.1B
- Prototyp operačně použitelné stíhačky.
- Postaveny tři prototypy, dva předsériové kusy a tři draky pro pevnostní nebo jiné zkoušky.

F.1
- Jednomístný stíhací letoun.

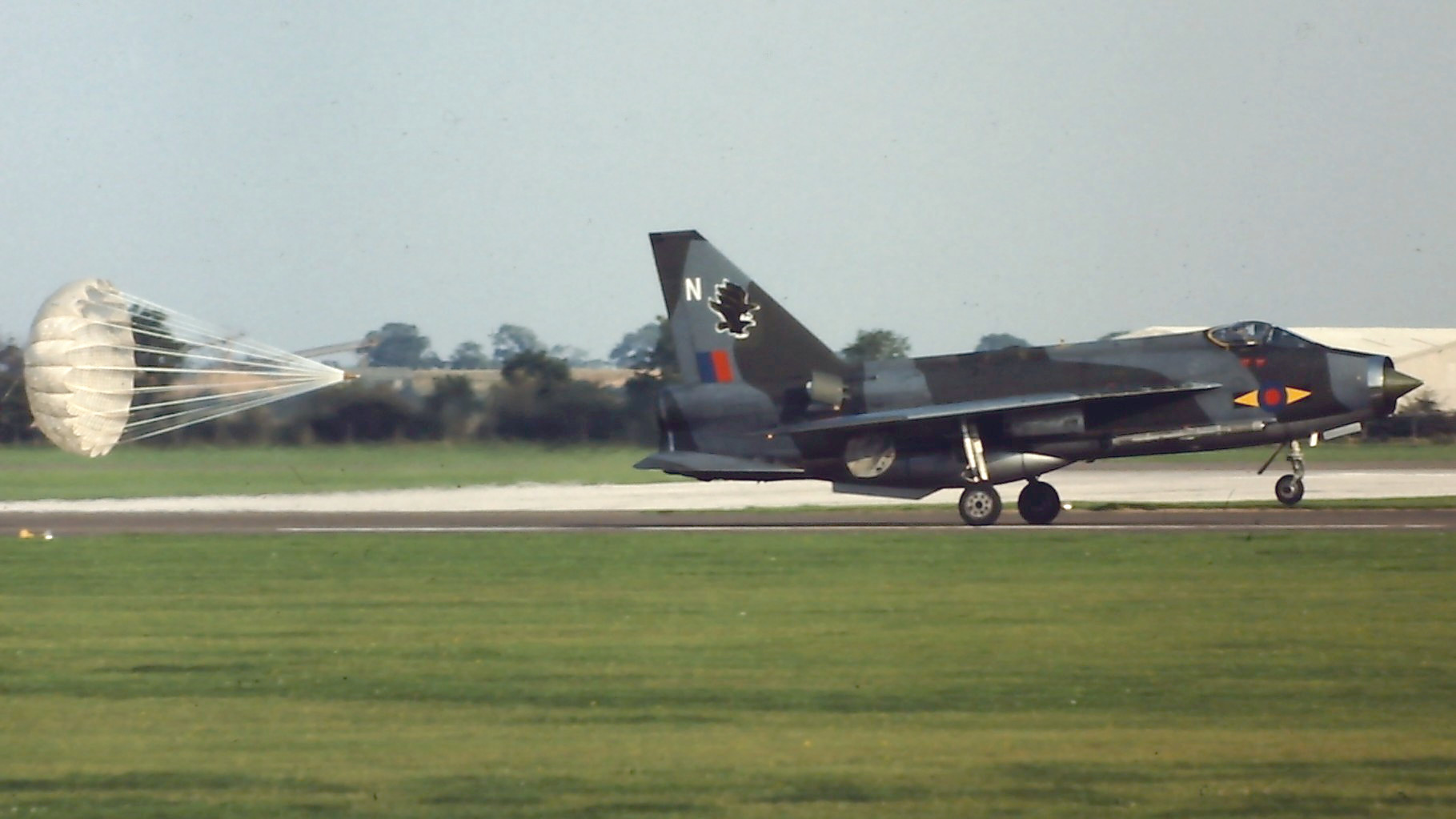
Lightning F.3 z 11. perutě v roce 1980

- Dodáván v roce 1960. Postaveno 19 kusů (a jeden drak pro pozemní zkoušky).
- Dva motory Rolls-Royce Avon 200R
- Radiostanice pracující v pásmu VHF.
- Dva kanóny ADEN ráže 30 mm, umístěné v přídi.
- Dvě střely de Havilland Firestreak s infračerveným naváděním.
- Radar Ferranti AI-23 "AIRPASS"

F.1A
- Jednomístný stíhací letoun.
- Dodáván v roce 1961, již pod názvem "BAC Lightning". Postaveno 28 kusů.
- Motory Rolls-Royce Avon 210R.
- Přidána hubice pro tankování paliva za letu.
- Radiostanice pracující v pásmu UHF.

F.2
- Jednomístný stíhací letoun (zlepšená varianta předchozí verze F.1).
- Dodávána v roce 1962, postaveno 44 kusů, 31 později upraveno na verzi F.2A, pět na verzi F.52 pro export do Saúdské Arábie.

F.2A
- Jednomístný stíhací letoun (F.2 zlepšená do podoby blízké verzi F.6)
- 31 přestavěno z F.2
- Motory Avon 211R.
- Ponechány kanóny ADEN a střely Firestreak, stejně jako u F.2 (Firestreaky mohly být nahrazeny další dvojicí kanónů ADEN, jejichž počet úpravou vzrostl na celkem čtyři).
- Zvětšená vnitřní nádrž a sršič statické elektřiny.
- Vytrvalost vzrostla na cca dvě hodiny letu.

F.3
- Jednomístný stíhací letoun
- Zlepšený radiolokátor, verze AI-23B.
- Motory Avon 301R.
- Rovně zakončená svislá ocasní plocha.
- Střely Firestreak nahrazeny modernějšími Hawker Siddeley Red Top.
- Odstraněny kanóny ADEN.
- Postaveno 70 kusů (nejméně devět přestavěno na verzi F.6, posledních 16 kusů bylo vyrobeno jako F3 Interim - přechodný typ, někdy také označovaný jako F.3A, než přišla do výroby verze F.6).

F.3A
- Jednomístný stíhací letoun
- Zvětšený dolet, 800 mil (= cca 1 300 km).
- 16 kusů postaveno na závěr produkce verze F.3, později modifikovány na standard F.6

T.4
- Dvojmístný cvičný letoun se sedadly umístěnými vedle sebe. Základem byla verze F.1A.
- Dva prototypy a 20 sériových letounů.
- Dva stroje modifikovány na verzi T.54.

T.5
- Dvojmístný cvičný letoun se sedadly umístěnými vedle sebe, zkonstruovaný podle verze F.3.
- 22 sériových kusů.
- Jeden letoun původně dodaný RAF přestavěn na T.55 pro Saúdskou Arábii (havaroval ještě před dodáním).
- Dva letouny po vyřazení ze stavu RAF zakoupeny civilními provozovateli.

F.6
- Jednomístný stíhací letoun (zlepšená varianta verze F.3 se zvětšeným doletem).
- Nové křídlo s lepší účinností a sníženým odporem při letu podzvukovou rychlostí. Zvětšené prostory určené k nesení paliva uvnitř křídla.
- Možnost umístit přídavné nádrže nad křídlo a zvětšená břišní nádrž.
- Opět se do výzbroje vrátila dvojice kanónů ADEN ráže 30 mm (Zpočátku bez kanónů, později dva kusy, umístěné v přední části břišní nádrže.)
- Dvojice střel vzduch - vzduch Hawker Siddeley Red Top s infračerveným naváděním
- Postaveno 39 kusů (také konverze z typů F.3 a F.3A).

F.52
- Pro export do Saúdské Arábie nepatrně modifikované jednomístné F.2. Pět kusů vzniklo konverzí letounů z výzbroje RAF.

F.53
- Exportní verze F.6 s pylony pro zavěšení pum nebo či neřízených protizemních raket (Celkem bylo možné umístit 44 střel ráže 50 mm.)
- Postaveno 46 kusů, jeden přestavěn z F.6. (12 F.53K pro Kuwait Air Force, 34 F.53 pro Royal Saudi Arabian Air Force, jeden stroj havaroval ještě před dodáním.)
- Velmi úspěšně použity k protizemním útokům během incidentu na hranici mezi Saúdskou Arábií a Jižním Jemenem v roce 1969.

T.54
- Původně dvojmístné cvičné T.4 RAF, prodané do Saúdské Arábie (Přestavěny dva kusy.)

T.55
- Dvojmístný cvičný letoun se sedadly umístěnými vedle sebe. Letouny verze T.5 upravené pro export.
- Postaveno celkem osm kusů (šest T.55 pro Royal Saudi Arabian Air Force, dva T.55K pro Kuvajt a jeden přestavěný z T.5, který havaroval před dodáním).

Celkem bylo vyrobeno 277 jednomístných a 52 dvojmístných letounů. V těchto číslech jsou započítány stroje dodané RAF i vyvezené do zahraničí.

## Uživatelé

### Vojenští uživatelé

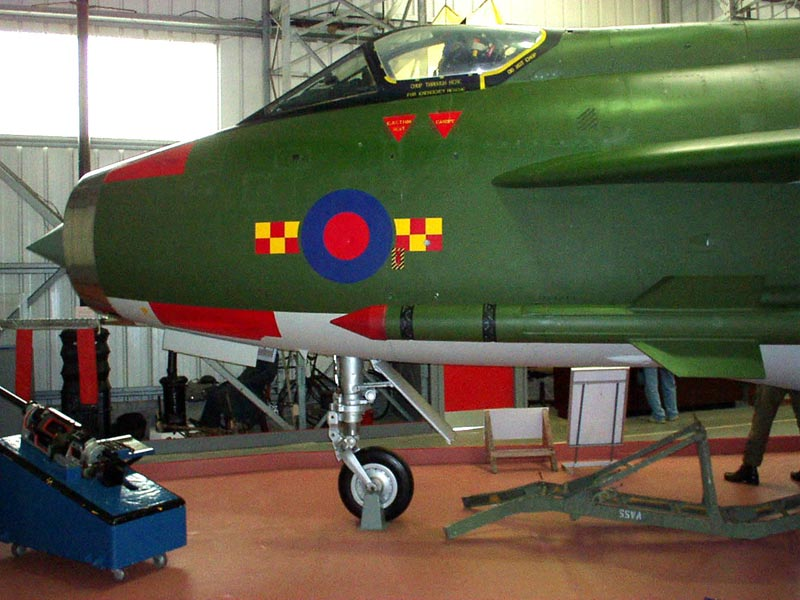
Lightning v muzeu v East Fortune

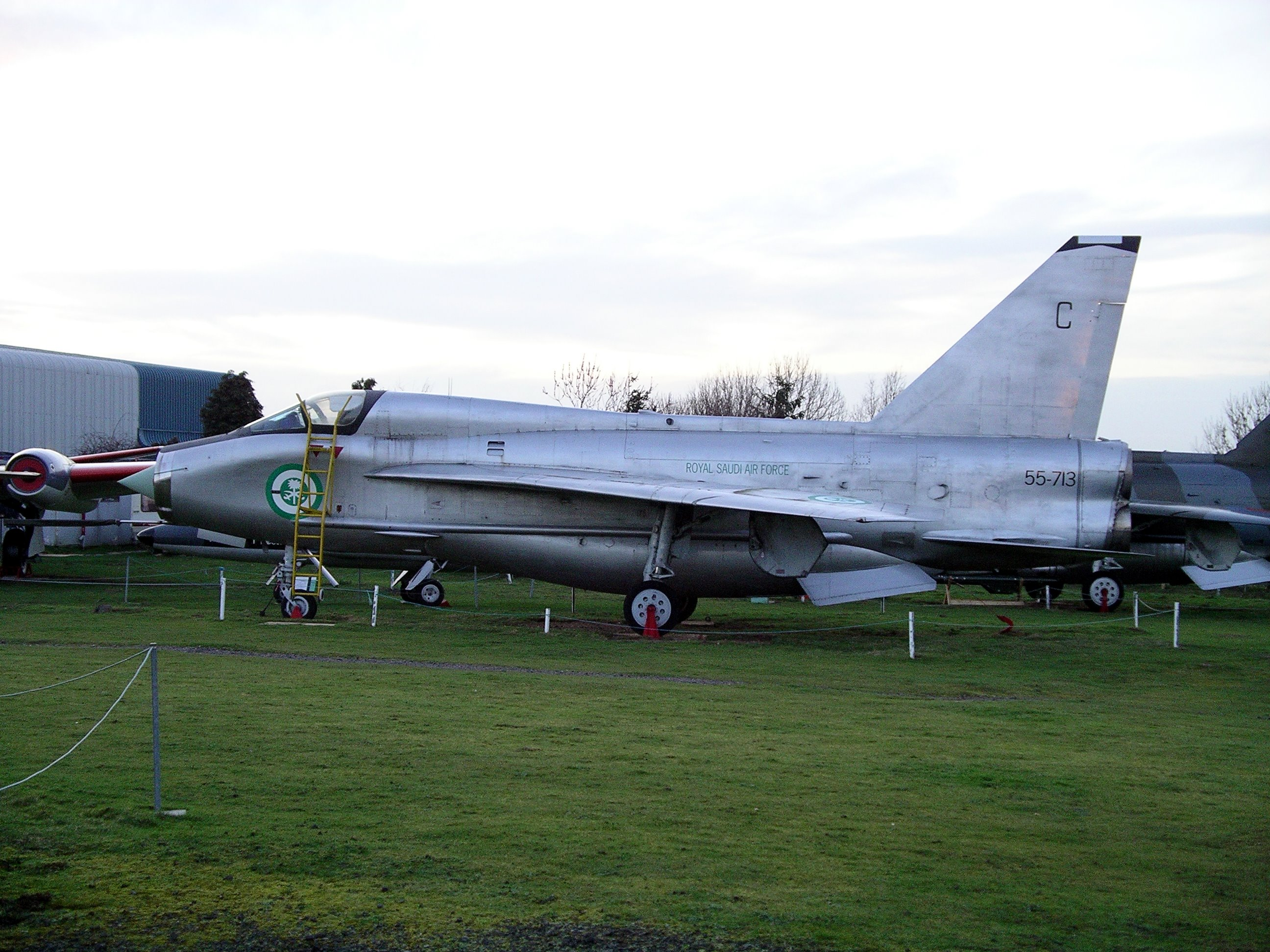
Saúdskoarabský Lightning T 55 55-713 v Midland Air Museum

- Kuvajt

Kuvajtské letectvo používalo stroje verzí F.53K (jednomístné bojové) i T.55K (cvičné dvojmístné) v období 1968 - 1977.
- Saúdská Arábie :

Saúdské královské letectvo používalo Lightningy mezi roky 1967 - 1986.
- - Perutě RSAF
    - 2. peruť RSAF létala s verzemi F.53 a T.55.
    - 6. peruť RSAF používala F.52 a F.53.
    - 13. peruť RSAF byla vybavena letouny variant F.52, F.53 a T.55.
    - RSAF Lightning Conversion Unit - jednotka přeškolující piloty RSAF na typ Lightning.
- Spojené království

Royal Air Force bylo vyzbrojeno Lightingy mezi roky 1959 - 1988.
- - Předváděcí skupiny RAF
    - The Tigers - „Tygři“ 74. perutě RAF. Hlavní předváděcí skupina RAF od roku 1962 a současně první display team létající na dvoumachových strojích.
    - The Firebirds 56. perutě RAF od roku 1963, letouny s červeným a stříbrným zbarvením.

  - Operační perutě RAF
    - 5. peruť RAF, používala F.1A a F.6
    - 11. peruť RAF, verze F.3 a F.6
    - 19. peruť RAF, létala na F.2 a F.2A
    - 23. peruť RAF, vybavena F.3 a F.6
    - 29. peruť RAF, Lightningy verze F.3
    - 56. peruť RAF, postupně vystřídala varianty F.1, F.1A, F.3 a F.6
    - 74. peruť RAF, s letouny verzí F.1, F.3 a F.6
    - 92. peruť RAF, vyzbrojena F.2 a F.2A
    - 111. peruť RAF, operační s Lightningy F.1A, F.3 a F.6
    - 226 Operational Conversion Unit, přeškolovací jednotka na typ Lightning, postupně vybavena stroji verzí F.1A, F.3, T.4 a T.5
    - Air Fighting Development Squadron - peruť určená k vývoji taktiky vzdušného boje
    - Lightning Conversion Squadron - Peruť pro přeškolení na typ Lightning

  - Základny RAF, na nichž sloužil typ Lightning
    - RAF Akrotiri
    - RAF Binbrook
    - RAF Coltishall
    - RAF Geilenkirchen
    - RAF Gütersloh
    - RAF Leconfield
    - RAF Middleton St. George
    - RAF Leuchars
    - RAF Tengah
    - RAF Wattisham

### Civilní uživatelé
- Thunder City, civilní firma z Jihoafrické republiky, používá dva Lightningy T.5 a dva jednomístné F.6 (Informace platná k září 2006.).[4]

## Specifikace (Lightning F 6)

### Technické údaje
- Osádka: 1
- Délka: 16,8 m
- Rozpětí: 10,6 m
- Výška: 5,97 m
- Nosná plocha : 44,08 m²
- Hmotnost (prázdný): 14 092 kg
- Maximální vzletová hmotnost: 20 752 kg
- Pohonná jednotka: 2 × proudový motor Rolls-Royce Avon 301R s přídavným spalováním
  - Suchý tah: 55,74 kN
  - Tah s forsáží: 71,17 kN

### Výkony
- Maximální rychlost: 2 415 km/h
- Dolet: 1 370 km
- Přeletový dolet: 1 660 km (2 040 km s příd. nádržemi)
- Dostup: 16 000 m
- Stoupavost: 100 m/s
- Plošné zatížení: 370 kg/m²
- Tah/Hmotnost: 0,78

### Výzbroj
- Kanóny: 2× 30mm kanón ADEN
- Závěsy: 2× pod trupem pro střely vzduch-vzduch, 2× pylon nad křídly na nádrže o objemu 260 gal.
- Střely:
  - vzduch-vzduch:
    - 2× de Havilland Firestreak nebo
    - 2× Hawker Siddeley Red Top